# April Macie
April Macie est une comédienne, personnalité de la télévision, écrivaine et actrice américaine. Elle a notamment remporté le concours "Hottest and Funniest Chick" d'Howard Stern et est apparue dans la quatrième saison de la série télé-réalité Last Comic Standing de NBC.

## Premières années
Macie est né et a grandi à Easton, en Pennsylvanie, avant de déménager en Floride après le lycée.

## Carrière

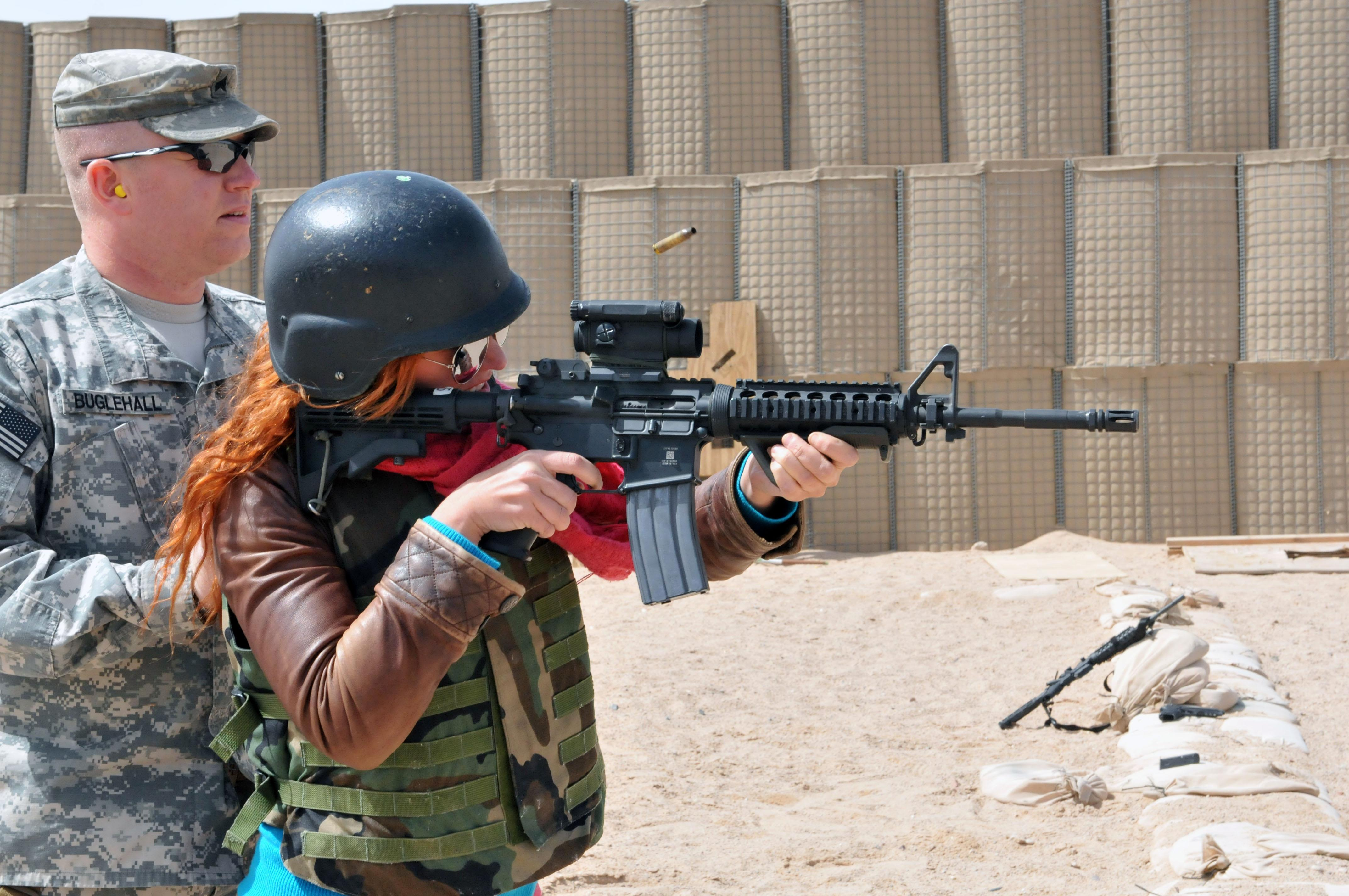
April Macie en Irak avec l'United Service Organizations en 2011.

April Macie a été finaliste de l'émission Last Comic Standing de NBC en 2006. Elle est apparue sur E! Divertissement, Fuel TV, HSN, Sirius et XM Radio. Les programmes auxquels elle a participé incluent Bob & Tom, Access Hollywood et The Todd and Tyler Radio Empire, et elle a été qualifiée de "talent émergent à surveiller" par The Hollywood Reporter au Just for Laughs Comedy Festival en 2005.
Elle est une invitée régulière du Howard Stern Show, où en 2008, elle a été élue comédienne "la plus drôle et la plus chaude" d'Amérique. Elle est apparue sur Showtime dans le documentaire I Am Comic qui a été présenté en première au Slamdance Film Festival 2010 et dans le stand-up spécial Vegas Is My Oyster le 5 août de la même année. Elle est une interprète vedette dans Snoop Dogg présente The Bad Girls of Comedy qui a été diffusé sur Showtime en 2012. Elle a aussi joué dans l'épisode 5 de la série Netflix, Tiffany Haddish Presents: They Ready en 2019.

### 30eAVN Awards
Le 19 janvier 2013, Macie a co-organisé les XXX AVN Awards aux côtés de l'interprète féminine de l'année 2013 Asa Akira et a intronisé Jesse Jane au AVN Hall of Fame.

## Filmographie
- Tiffany Haddish Presents: They Ready (2019)
- Comedy Underground with Dave Attell (2014)
- Snoop Dogg Presents: The Bad Girls of Comedy (2012)
- A Guy Walks Into a Bar (2011)
- The Naughty Show (2011) – Episode #1.37
- Pauly Shore's Vegas Is My Oyster (2011)
- I Am Comic (2010)
- Road to Hollywood (2009)
- April & Christina (2008), April
- Last Comic Standing (2006) – Episodes #4.1 and #4.5